# James Dooley
James Dooley (ur. 22 sierpnia 1976 w Nowym Jorku) – amerykański kompozytor muzyki filmowej.
Absolwent New York University, gdzie studiował komponowanie muzyki. Po studiach przeniósł się do Los Angeles. Brał udział w komponowaniu muzyki do filmów takich jak „Kod da Vinci”, „Piraci z Karaibów: Klątwa Czarnej Perły”, „The Ring”, „Król Artur”. James Dooley ma na swoim koncie również prace solowe, między innymi skomponowanie muzyki do filmu „Wyspa dinozaura”. W 2008 roku James Dooley otrzymał nagrodę Emmy w kategorii „Best Original Score” za muzykę do serialu „Gdzie pachną stokrotki”. Komponuje muzykę także do gier wideo.